# Czarne miasto (powieść Kálmána Mikszátha)
Czarne miasto – powieść węgierskiego pisarza Kálmána Mikszátha opublikowana w 1911 roku.
Powieść ukazywała się w odcinkach w czasopiśmie „Vasárnapi Ujság” od października 1908 do stycznia 1910. W formie książkowej ukazała się w 1911 roku, już po śmierci autora. W 1971 roku została zekranizowana.

## Fabuła
Akcja rozgrywa się na przełomie XVII i XVIII wieku. Fabuła osnuta jest wokół autentycznego konfliktu pomiędzy żupanem Pálem Györgeyem i miastem Lewoczą. Według przekazywanej w rodzinie Györgeyów legendy porywczy żupan miał zastrzelić burmistrza Lewoczy podczas polowania, w odwecie za zabicie psa. To wydarzenie rozpoczęło wieloletni spór, który w powieści kończy się nieoczekiwanym  ścięciem Györgeya. Potomkowie rodu Györgeyów krytykowali zarówno ten niezbyt prawdopodobny finał, jak i sposób odmalowania postaci żupana, jednak pisarz uznał tę krytykę za bezpodstawną, tłumacząc, że anegdota z kroniki rodu posłużyła mu tylko za punkt wyjścia własnej, fikcyjnej opowieści.